# Митне оформлення
Митне оформлення — виконання митним органом дій (процедур), що пов'язані із закріпленням результатів митного контролю товарів і транспортних засобів. За логікою такого підходу виходить, що після завершення процедур митного контролю його результати закріплюються (документуються) процедурами митного оформлення. Одночасно ст. 43 Кодексу наголошує, що митний контроль закінчується:
- у разі ввезення на митну територію України — після здійснення у повному обсязі митного оформлення товарів і транспортних засобів, що переміщуються через митний кордон України;
- у разі вивезення за межі митної території України — після здійснення у повному обсязі митного оформлення товарів і транспортних засобів та перетинання ними митного кордону України, за винятком митних режимів, які передбачають перебування під митним контролем протягом усього часу дії митного режиму.

Без «здійснення у повному обсязі митного оформлення товарів і транспортних засобів» митний контроль не може бути завершеним. митне оформлення є обов'язковою складовою митного контролю.
Крім того, п. 5 ст. 41 Митного кодексу України до форм митного контролю зараховує і перевірку своєчасності, достовірності, повноти нарахування та сплати податків і зборів, які відповідно до законів справляються при переміщенні товарів і транспортних засобів через митний кордон. Отже, і справляння передбачених законом податків і зборів також є складовою митного контролю. Виходячи з міжнародного досвіду, принципи здійснення митного контролю та оформлення можна класифікувати як такі принципи: всеосяжності, оптимізації, декларування товарів і транспортних засобів, пред'явлення товарів і транспортних засобів, вільного обрання митного режиму, вибірковості, доступності, обмеженості тривалості митного контролю.
Автор — І. Г. Бережнюк, д.е.н., директор Державного науково-дослідного інституту митної справи.
1. Бережнюк І. Г. Митне регулювання України: національні та міжнародні аспекти: монографія / І. Г. Бережнюк. — Дніпропетровськ: Академія митної служби України, 2009. — 543 с.

## Митний контроль та оформлення предметів, що переміщуються через митний кордон України громадянами
Перелік нормативно-правових актів України, що регламентують питання митного контролю та оформлення предметів, що переміщуються через митний кордон України громадянами
1. Всесвітня поштова конвенція від 14.09.94
2. Конвенція про тимчасове ввезення від 26.06.90;
3. Віденська конвенція про консульські зносини від 24.04.63;
4. Віденська конвенція про дипломатичні зносини від 18.04.61;
5. Податковий кодекс України від 02.12.2010 № 2755-VI;
6. Митний кодекс України від 11.07.2002 № 92—IV;
7. Закон України від 06.07.2005 № 2739-IV «Про деякі питання ввезення на митну територію України та реєстрації транспортних засобів»;
8. Закон України від 04.10.2001 № 2759-III «Про поштовий зв'язок»;
9. Закон України від 13.09.2001 № 2681-III «Про порядок ввезення (пересилання) в Україну, митного оформлення й оподаткування особистих речей, товарів та транспортних засобів, що ввозяться (пересилаються) громадянами на митну територію України»;
10. Закон України «Про вивезення, ввезення та повернення культурних цінностей» від 21.09.99 № 1068-XIV;
11. Закон України від 04.04.96 № 123/96-ВР «Про лікарські засоби»;
12. Закон України від 21.01.94 № 3857-Х11 «Про порядок виїзду з України і в'їзду в Україну громадян України»;
13. Постанова Кабінету Міністрів України від 05.03.2009 № 270 «Про затвердження Правил надання послуг поштового зв'язку»;
14. Постанова Кабінету Міністрів України від 03.12.2008 № 1041 «Деякі питання митного оформлення товарів, що переміщуються громадянами через митний кордон України»;
15. Постанова Правління Національного банку України від 27.05.2008 № 148 "Про переміщення готівки і банківських металів через митний кордон України, зареєстрована в Міністерстві юстиції України 11.06.2008 за № 520/15211;
16. Постанова Кабінету Міністрів України від 09.04.2008 № 339 «Про затвердження Порядку здійснення контролю за правильністю визначення митної вартості товарів»;

17. Постанова Кабінету Міністрів України від 20.12.2006 № 1766 «Про затвердження Порядку декларування митної вартості товарів, які переміщуються через митний кордон України, та подання відомостей для її підтвердження»;
18. Постанова Кабінету Міністрів України від 26.08.2003 № 1343 «Про затвердження Порядку проведення державної експертизи культурних цінностей та розмірів плати за її проведення»;
19. Постанова Кабінету Міністрів України від 15.05.2003 № 700 «Про порядок вивезення за межі митної території України громадянами дорогоцінних металів (за винятком банківських металів, пам'ятних та ювілейних монет України із дорогоцінних металів), дорогоцінного каміння та виробів з них, а також культурних цінностей з метою їх відчуження»;
20. Постанова Кабінету Міністрів України від 25.12.2002 № 1948 «Деякі питання здійснення митного контролю товарів та інших предметів, що переміщуються (пересилаються) через митний кордон у міжнародних поштових та експрес-відправленнях»;
21. Постанова Кабінету Міністрів України від 13.12.2002 № 1911 «Про затвердження переліку товарів промислового призначення, вивезення яких громадянами України, іноземцями та особами без громадянства за межі митної території України не допускається»;
22. Постанова Кабінету Міністрів України від 13.12.2001 № 1652 «Про обсяги та порядок ввезення громадянами на митну територію України продуктів харчування для власного споживання та перелік предметів, що не можуть бути віднесені до особистих речей громадян»;
23. Постанова Кабінету Міністрів України від 21.06.2001 № 677 «Про затвердження Порядку вивезення за межі України державних нагород з дорогоцінних металів та/або дорогоцінного каміння»;
24. Постанова Кабінету Міністрів України від 20.06.2000 № 984 «Про затвердження зразка свідоцтва на право вивезення (тимчасового вивезення) культурних цінностей з території України»;
25. Постанова Кабінету Міністрів України від 07.09.98 № 1388 «Про затвердження Порядку державної реєстрації (перереєстрації), зняття з обліку автомобілів, автобусів, а також самохідних машин, сконструйованих на шасі автомобілів, мотоциклів усіх типів, марок і моделей, причепів, напівпричепів, мотоколясок, інших прирівняних до них транспортних засобів та мопедів»;
26. Постанова Кабінету Міністрів України від 15.07.97 № 748 «Про перелік відомостей, що оголошуються громадянами за встановленою формою у разі переміщення ними через митний кордон України предметів»;
27. Постанова Кабінету Міністрів України від 09.06.97 № 574 «Про затвердження Положення про вантажну митну декларацію»;(втратила чинність)
28. Постанова Кабінету Міністрів України від 29.12.95 № 1074 «Про затвердження Правил в'їзду іноземців та осіб без громадянства в Україну, їх виїзду з України і транзитного проїзду через її територію»;
29. Постанова Кабінету Міністрів України від 31.03.95 № 231 «Про затвердження Правил оформлення і видачі паспортів громадянина України для виїзду за кордон і проїзних документів дитини, їх тимчасового затримання та вилучення»;
30. Наказ Міністерства охорони здоров'я України від 26.04.2011 № 237 «Про затвердження Порядку ввезення на територію України незареєстрованих лікарських засобів, стандартних зразків, реагентів», зареєстрований в Міністерстві юстиції України 11.08.2011 № 965/19703;
31. Рішення Національної комісії з питань регулювання зв'язку України від 04.02.2010 № 51 «Про затвердження Переліку радіоелектронних засобів та випромінювальних пристроїв, для ввезення яких, в тому числі переміщення у міжнародних поштових відправленнях, міжнародних експрес-відправленнях, не потрібні дозволи», зареєстровано в Міністерстві юстиції України 15.02.2010 за № 162/17457;
32. Рішення Національної комісії з питань регулювання зв'язку України від 05.02.2009 № 1338 «Про затвердження Положення про надання дозволів на ввезення з-за кордону в Україну радіоелектронних засобів та випромінювальних пристроїв», зареєстровано в Міністерстві юстиції України 17.03.2009 за № 242/16258;
33. Наказ Міністерства культури і туризму України від 20.08.2008 № 37, «Про затвердження Переліку товарів із зазначенням їх кодів згідно з УКТЗЕД, на які Державною службою контролю за переміщенням культурних цінностей через державний кордон України видається свідоцтво на право вивезення (тимчасового вивезення) культурних цінностей з території України», зареєстрований у Міністерстві юстиції України 11.09.2008 за № 835/15526;
34. Наказ Державної митної служби України від 18.08.2008 № 908 «Про затвердження Порядку надання громадянами митному органу фінансової гарантії шляхом унесення грошової застави при тимчасовому ввезенні товарів на митну територію України та транспортних засобів з метою транзиту через територію України та її повернення», зареєстрований в Міністерстві юстиції України 17.10.2008 за № 984/15675;
35. Наказ Державної митної служби України від 29.07.2008 № 821 «Про затвердження Порядку справляння плати за зберігання товарів і транспортних засобів на складах митних органів та внесення змін до деяких наказів Державної митної служби України», зареєстрований в Міністерстві юстиції України 18.08.2008 за № 760/15451;
36. Спільний наказ Адміністрації Державної прикордонної служби України, Державної митної служби України від 11.06.2008 № 505/642 «Про затвердження Технології прикордонного та митного контролю у пунктах пропуску через державний кордон для автомобільного сполучення», зареєстрований в Міністерстві юстиції України 14.08.2008 за № 753/15444;
37. Наказ Держмитслужби України від 04.06.2008 № 604 «Про затвердження Порядку заповнення митної декларації при переміщенні громадянами предметів через митний кордон України», зареєстрований в Міністерстві юстиції України 10.07.2008 за № 629/15320;
38. Наказ Державної митної служби України від 03.09.2007 № 728 «Про затвердження Інструкції з організації митного контролю та митного оформлення міжнародних експрес-відправлень, що переміщуються (пересилаються) через митний кордон України», зареєстрований в Міністерстві юстиції України 21.09.2007 за № 1081/14348;
39. Наказ Міністерства фінансів України від 26.03.2007 № 402 «Про затвердження Переліку товарів із зазначенням їх кодів згідно з УКТЗЕД, на які Міністерством фінансів України видаються документи, необхідні для здійснення митного контролю та митного оформлення товарів», зареєстрований в Міністерстві юстиції України 12.04.2007 за № 331/13598;
40. Наказ Державної митної служби України від 12.01.2006 № 5 «Про затвердження Порядку справляння мита, податку на додану вартість і акцизного податку при митному оформленні товарів і транспортних засобів, що переміщуються громадянами через митний кордон України», зареєстрований в Міністерстві юстиції України 31.01.2006 за № 81/11955;
41. Наказ Державної митної служби України від 12.12.2005 № 1227 «Про затвердження Порядку оформлення й використання Картки відмови в прийнятті митної декларації, митному оформленні чи пропуску товарів і транспортних засобів через митний кордон України», зареєстрований в Міністерстві юстиції України 26.12.2005 за № 1562/11842;
42. Наказ Держмитслужби України від 17.11.2005 № 1118 «Про затвердження Правил митного контролю та митного оформлення транспортних засобів, що переміщуються громадянами через митний кордон України», зареєстрований в Міністерстві юстиції України 25.11.2005 за № 1428/11708;
43. Наказ Держмитслужби України від 04.01.2005 № 1 «Про затвердження Порядку застосування уніфікованої митної квитанції МД-1», зареєстрований в Міністерстві юстиції України 20.01.2005 за № 66/10346;
44. Наказ Міністерства внутрішніх справ України від 21.12.2004 № 1603 «Про затвердження Порядку провадження за заявами про оформлення паспортів громадянина України для виїзду за кордон і проїзних документів дитини», зареєстрований в Міністерстві юстиції України 20.01.2005 за № 68/10348;
45. Наказ Державної митної служби України від 05.12.2003 № 835 «Про затвердження Порядку роботи складу митного органу», зареєстрований в Міністерстві юстиції України 19.12.2003 за № 1186/8507;
46. Наказ Міністерства культури і мистецтв України від 22.04.2002 № 258 «Про затвердження Інструкції про порядок оформлення права на вивезення, тимчасове вивезення культурних цінностей та контролю за їх переміщенням через державний кордон України», зареєстрований в Міністерстві юстиції України 09.07.2002 за № 571/6859;
47. Наказ Держмитслужби України від 19.07.2001 № 491 «Про затвердження Правил митного контролю та митного оформлення предметів дипломатичних представництв, консульських установ, представництв міжнародних організацій, а також їх персоналу та членів сімей персоналу, які користуються на території України митними пільгами», зареєстрований в Міністерстві юстиції України 20.08.2001 за № 723/5914;
48. Спільний наказ Міністерства охорони здоров'я України та Державної митної служби України від 08.06.2001 № 224/387 «Про затвердження Порядку ведення та використання міжвідомчої бази даних зареєстрованих в Україні лікарських засобів», зареєстрований в Міністерстві юстиції України 03.07.2001 за № 557/5748;
49. Наказ Державного комітету зв'язку та інформатизації України, Державної митної служби України від 07.11.2000 № 165/626 «Про затвердження Правил обробки та відправляння міжнародної пошти в місцях міжнародного поштового обміну України», зареєстрований в Міністерстві юстиції України 05.02.2001 за № 112/5303;
50. Спільний наказ Державної митної служби України та Державного комітету зв'язку та інформатизації України від 27.10.99 № 680/108 «Про затвердження Положення про митний контроль та митне оформлення міжнародних поштових відправлень», зареєстрований в Міністерстві юстиції України 17.11.99 за № 791/4084;
51. Наказ Державної митної служби України від 09.07.97 № 307 «Про затвердження Інструкції про порядок заповнення вантажної митної декларації», зареєстрований в Міністерстві юстиції України 24.09.97 за № 443/2247;
52. Лист Держмитслужби від 02.03.2011 № 11/3-10.18/3485-ЕП щодо припинення з 01.03.2011 видачі Державною службою контролю за переміщенням культурних цінностей через державний кордон України довідок щодо культурних цінностей, які не оголошені в розшук.

## Основні етапи підготовки та проходження митного оформлення експорту вантажу
1. До укладення договору ЗЕД та оформлення вантажоперевезення рекомендовано проконсультуватися з митним брокером на предмет економічної доцільності ввезення товару — найчастіше після розрахунку витрат імпорт товару стає збитковим.
2. Укласти договір доручення з митним брокером, який буде представляти інтереси імпортера в органах митниці.
3. Спільно з митним брокером:
4. Визначити режим імпорту: звичайний, тимчасове ввезення, комплексний об'єкт, давальницька сировина, консигнація, лізинг, іноземні інвестиції, і т.п
5. Визначити код УКТЗЕД товару
6. Визначити перелік додаткових видів контролю, сертифікатів проходження, дозвільних документів, ліцензій і т. ін.
7. Провести акредитацію підприємства як учасника зовнішньоекономічної діяльності на митниці.
8. Зібрати та надати митним органам повний пакет документів для митного оформлення
9. Провести ввезення товару.
10. Розрахувати і сплатити мито.
11. Брокер забезпечує подачу декларації, пакету документів і проводить розмитнення вантажу.